# Auguste Fauchery
Auguste Fauchery, né le 4 avril 1798 à Paris où il est mort le 15 avril 1843, est un peintre et graveur d'estampes français.

## Biographie
Jean Claude Auguste Fauchery est le fils de Pierre Antoine Fauchery et d'Anne Claude Thérèse Dussoubz.
Élève de Jean Urbain Guérin et de Jean-Baptiste Regnault, il suit les cours de perspective de Jean-Pierre Thénot.
Il expose au Salon de 1824 à 1842. Au Salon de Bruxelles de 1842, il est récompensé par une médaille d'or. 
En 1825, il épouse l'artiste peintre Augustine Goblet.
Le couple habite au 47 de rue de l'Horloge, puis emménage rue de Beaune, et enfin rue de la Grange-Batelière.
Il meurt à son domicile à l'âge de 45 ans.

## Quelques œuvres d'Auguste Fauchery

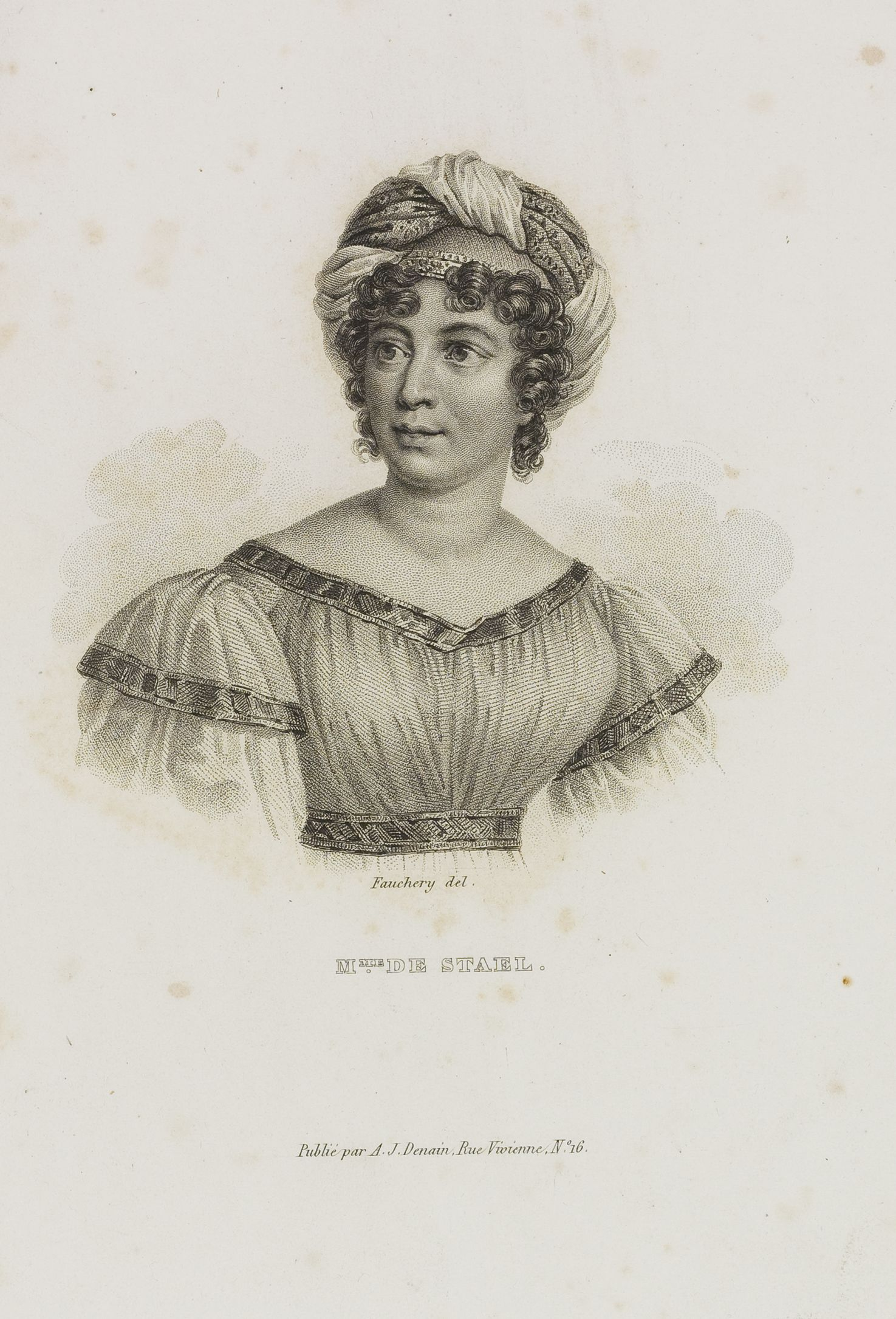
Madame de Staël
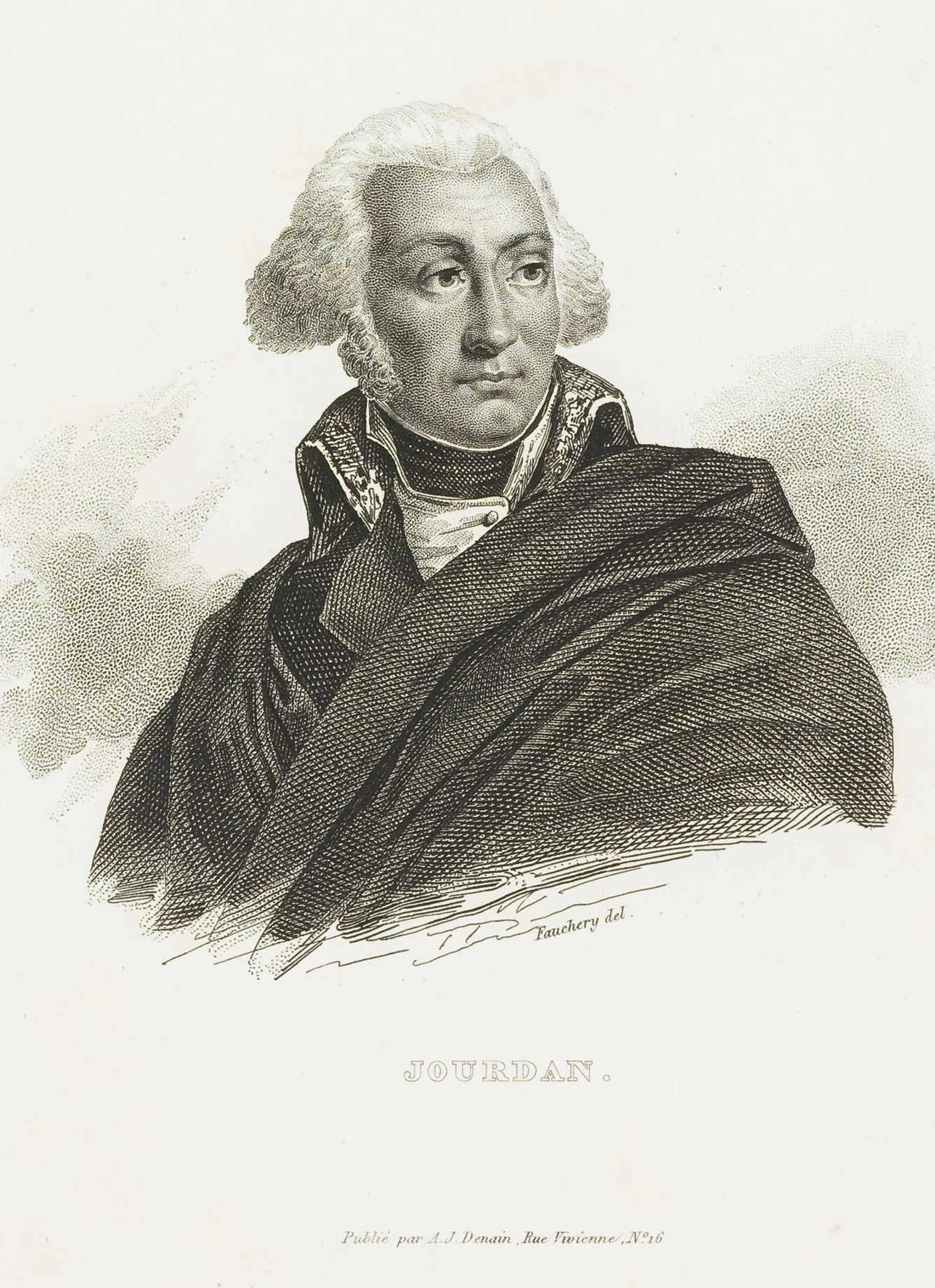
Jean-Baptiste Jourdan
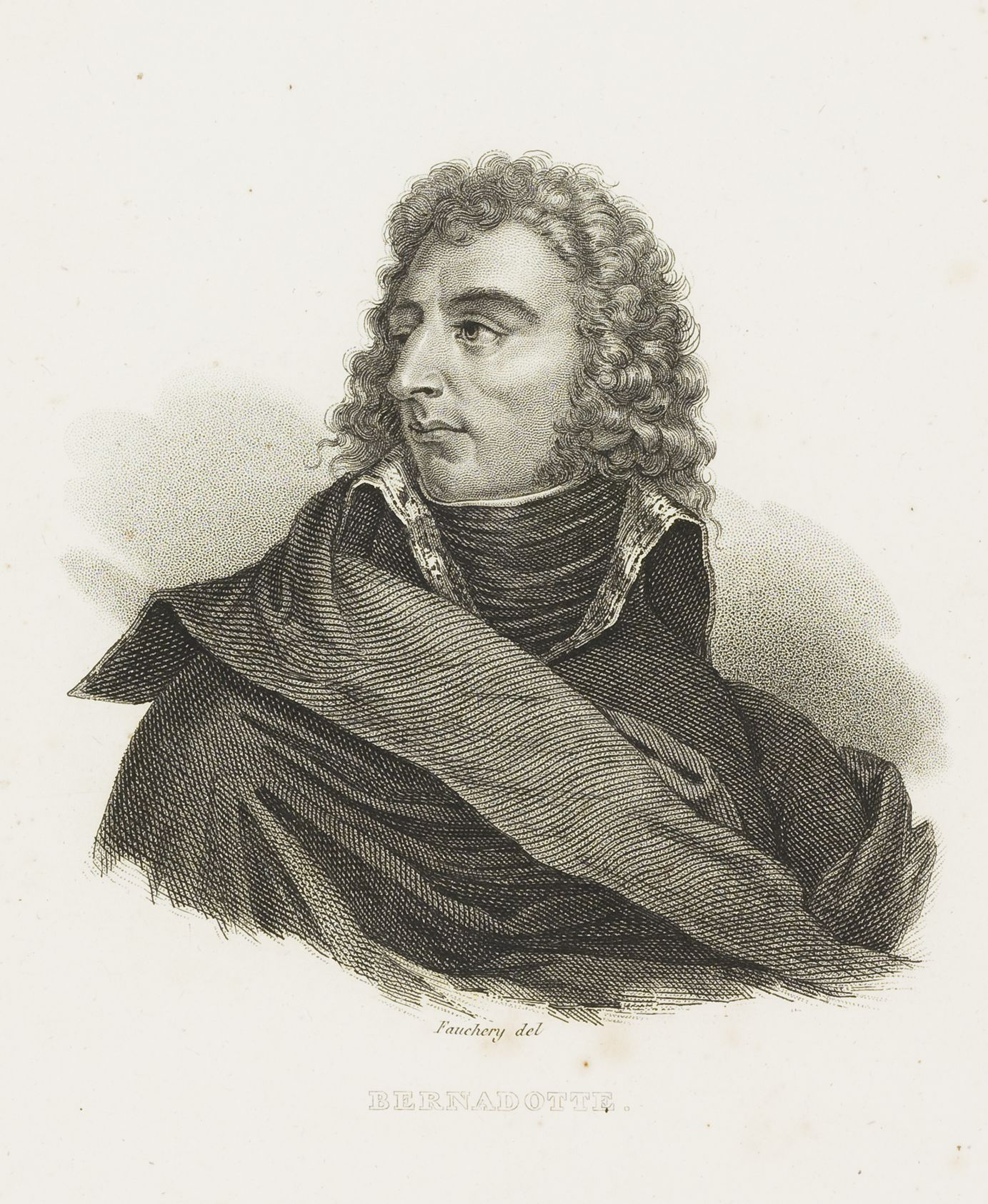
Charles XIV Jean (Jean-Baptiste Bernadotte)
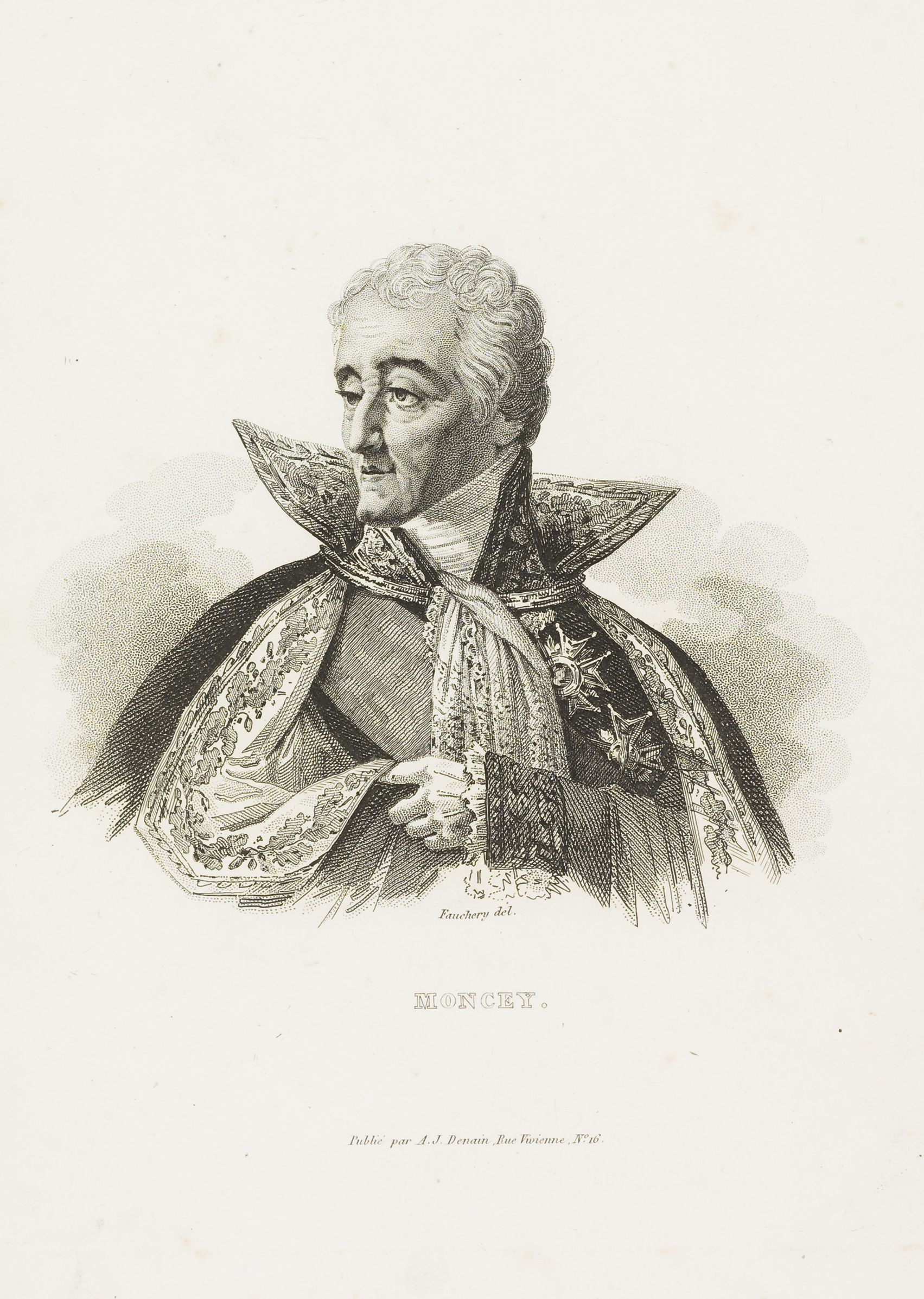
Bon-Adrien Jeannot de Moncey